# Johan August Johansson (1855–1928)
Johan August Johansson (i riksdagen kallad Johansson i Strömsberg),  född 27 november 1855 i Tidersrums församling, Östergötlands län, död 21 januari 1928 i Sankt Görans församling, Stockholm, var en svensk  riksdagsman.
Johansson var kommissionär i Stockholm. Han var som riksdagsman ledamot av riksdagens andra kammare, invald i Östra härads domsagas valkrets (Jönköpings län). Johansson är gravsatt på Norra begravningsplatsen utanför Stockholm.